# Тейтель, Владимир Михайлович
Владимир Михайлович Тейтель (1903, Лида — 19 августа 1945, Новосибирск) — советский архитектор.
Окончил Ленинградскую лётную школу (1928—1929) и Академию художеств (1923—1929). В 1929 году сослан в Новосибирск. Работал на строительстве «Сибкомбайна» (1930—1932), был главным архитектором Новосибирска (1932—1935).
Арестован в 1935 году на непродолжительное время, после освобождения работал художником-консультантом Художественной фабрики. Репрессирован ещё раз в 1938—1940. После освобождения работал в кооперативном товариществе «Художник».
В Новосибирске построил аэроклуб (1934, стилистика конструктивизма), фонтан-каскад в Первомайском сквере (1934), жилые дома «Сибметаллстроя» по ул. Станиславского (1934—1941). Участвовал в реконструкции жилого дома «Сибстройпути» (1935), здания треста «Запсибзолото» (1936; оба случая — декорирование конструктивистских зданий в стилистке т. н. «сталинского ампира»), Дома Ленина (1940—1944; перестройка здания 1925 года в стилистике сталинского неоклассицизма). Проектировал здания шахт в Кузбассе (1935).
Умер в 1945 году от грудной жабы. Похоронен на Заельцовском кладбище Новосибирска (квартал 37).